# Корсунова, Ольга Владимировна
Ольга Владимировна Корсунова (род. 20 мая 1981, Калуга) — российская легкоатлетка, специалистка по бегу на короткие дистанции и барьерному бегу. Выступала за сборную России по лёгкой атлетике в 2000-х годах, многократная победительница и призёрка первенств всероссийского значения, участница чемпионата мира в помещении в Москве и чемпионата Европы в Гётеборге. Представляла Тульскую и Калужскую области. Мастер спорта России международного класса.

## Биография
Ольга Корсунова родилась 20 мая 1981 года в Калуге.
Занималась лёгкой атлетикой в Туле, проходила подготовку под руководством заслуженных тренеров России Сергея Сергеевича Реутова и Натальи Николаевны Ковтун.
Регулярно выступала на различных всероссийских соревнованиях начиная с 1999 года.
Первого серьёзного успеха добилась в сезоне 2005 года, когда на зимнем чемпионате России в Волгограде превзошла всех соперниц в беге на 60 метров с барьерами и завоевала золотую медаль.
В 2006 году в 60-метровом барьерном беге одержала победу на зимнем чемпионате России в Москве, в составе российской национальной сборной стартовала на домашнем чемпионате мира в помещении в Москве, где не смогла пройти дальше предварительного квалификационного этапа. Позднее на летнем чемпионате России в Туле победила в 100-метровом барьерном беге и с командой Тульской области в эстафете 4 × 100 метров. Благодаря череде удачных выступлений удостоилась права защищать честь страны на чемпионате Европы в Гётеборге — здесь в беге на 100 метров с барьерами дошла до стадии полуфиналов.
В 2007 году выиграла эстафету 4 × 200 метров на зимнем чемпионате России в Волгограде.
В 2008 году на зимнем чемпионате России в Москве взяла бронзу в беге на 60 метров с барьерами, тогда как на летнем чемпионате России в Казани стала бронзовой призёркой в беге на 100 метров с барьерами и вновь победила в эстафете 4 × 100 метров.
В 2009 году выиграла бронзовые медали в эстафете 4 × 200 метров на зимнем чемпионате России в Москве и в эстафете 4 × 100 метров на летнем чемпионате России в Чебоксарах.
Завершила спортивную карьеру по окончании сезона 2010 года.
За выдающиеся спортивные достижения удостоена почётного звания «Мастер спорта России международного класса».